# CLDN5
CLDN5 (англ. Claudin 5) – білок, який кодується однойменним геном, розташованим у людей на короткому плечі 22-ї хромосоми. Довжина поліпептидного ланцюга білка становить 218 амінокислот, а молекулярна маса — 23 147.
| 10         |  | 20         |  | 30         |  | 40         |  | 50         |
| ---------- |  | ---------- |  | ---------- |  | ---------- |  | ---------- |
| MGSAALEILG |  | LVLCLVGWGG |  | LILACGLPMW |  | QVTAFLDHNI |  | VTAQTTWKGL |
| WMSCVVQSTG |  | HMQCKVYDSV |  | LALSTEVQAA |  | RALTVSAVLL |  | AFVALFVTLA |
| GAQCTTCVAP |  | GPAKARVALT |  | GGVLYLFCGL |  | LALVPLCWFA |  | NIVVREFYDP |
| SVPVSQKYEL |  | GAALYIGWAA |  | TALLMVGGCL |  | LCCGAWVCTG |  | RPDLSFPVKY |
| SAPRRPTATG |  | DYDKKNYV   |  |            |  |            |  |            |

A: Аланін

C: Цистеїн

D: Аспарагінова кислота

E: Глутамінова кислота

F: Фенілаланін

G: Гліцин

H: Гістидин

I: Ізолейцин

K: Лізин

L: Лейцин

M: Метіонін

N: Аспарагін

P: Пролін

Q: Глутамін

R: Аргінін

S: Серин

T: Треонін

V: Валін

W: Триптофан

Локалізований у клітинній мембрані, мембрані, клітинних контактах, щільних контактах.